# Xéna Arisa
Xéna Arisa née le 6 octobre 1998 au Bénin, est une joueuse de badminton béninoise,.

## Carrière
Xéna Arisa participe à plusieurs championnats dont la deuxième édition des internationaux de Badminton du Bénin du 28 juin au 1er juillet 2018 où elle est vice-championne. À travers ces réussites, elle est choisie comme ambassadrice de la discipline au Bénin par la solidarité Badminton (Solibad). Elle est récompensée au 11e Festival du nouvel an chinois au Bénin. Elle est la 581e du Classement Mondial BWF Simples Femmes,. Elle joue son dernier match durant les seizièmes de finale des Championnats d'Afrique femmes doubles 2019,. De plus, elle participe au championnat d’Afrique senior de Badminton,.  En 2018 elle gagne la  médaille d'or de la 2e édition du Gala des Champions.